# Garegin II.
Garegin II. (arménsky Գարեգին Բ; * 21. srpna 1951, Voskehat) je současný patriarcha Arménské apoštolské církve, který je s titulem katolikos všech Arménů hlavou této církve.

## Život
Narodil se 21. srpna 1951 ve Voskehatu jako Ktrij Nersessian.
Svou církevní kariéru začal v roce 1965, kdy vstoupil do semináře v Ečmiadzinu. V roce 1970 byl vysvěcen na jáhna a rok poté ukončil studia teologie. Také se stal mnichem, přijal mnišské jméno a v roce 1972 byl vysvěcený na kněze. Poté ještě studoval ve Vídni v Rakousku a v Zagorsku v Rusku.
V roce 1983 byl vysvěcen (chirotonie) na biskupa a v roce 1992 povýšený na arcibiskupa. V roce 1995 kandidoval neúspěšně na úřad katolika všech Arménů. Zvolen novým patriarchu Arménské apoštolské církve byl 27. října 1999 byl po smrti Garegina I. Do úřadu byl uveden 4. listopadu 1999.
V listopadu 2000 navštívil Vatikán a během ekumenické bohoslužby odevzdal papež Jan Pavel II. patriarchovi ostatky svatého Řehoře Osvětitele, prvního katolikose Arménské církve.
Dne 24. dubna 2015 svatořečil 1,5 milionů obětí arménské genocidy.